# Liodrosophila globosa
Liodrosophila globosa är en tvåvingeart som beskrevs av Toyohi Okada 1965. Liodrosophila globosa ingår i släktet Liodrosophila och familjen daggflugor. Inga underarter finns listade i Catalogue of Life.